# Posets
Le pic des Posets, ou pointe de Llardana est un sommet des Pyrénées espagnoles qui culmine à 3 375 mètres d'altitude (fréquemment donné aussi à 3 369 sur les cartes espagnoles). Il s'agit du point culminant du massif des Posets, deuxième plus haut massif des Pyrénées, en plein centre du parc naturel de Posets-Maladeta, et également du deuxième plus haut sommet des Pyrénées, après l'Aneto. À ce titre, il est le cinquième plus haut sommet d'Espagne, après le Teide, le Mulhacén, l'Aneto et le Veleta.
Il se situe au nord-est de l'Aragon et de la province de Huesca.

## Toponymie
Posets signifie « puits ». Le massif est propice à la pratique de la spéléologie.
Llardana signifie « terre brulée », du fait probablement qu'il s'agisse d'une crête rocheuse dépourvue de végétation et/ou que celle-ci attire particulièrement la foudre.

## Géographie

### Topographie
Situé dans les Pyrénées espagnole en Aragon (Huesca) au cœur de la chaîne de montagnes, le panorama qu'il offre en fait un objectif particulièrement apprécié des alpinistes. Il se situe à côté des 3 000 du Luchonnais (pic Perdiguère, pic des Crabioules, pic Lézat, pic des Spijeoles, pic de Maupas, Grand Quayrat, etc.) et non loin de la Maladeta.
Il est situé sur le versant espagnol des Pyrénées, à égale distance des villages de San Juan de Plan et de Benasque.
Le côté nord de ce massif fait face à la vallée française du Louron et du pic Schrader.
La forme de ce massif peut faire penser à une pieuvre (Jean Arlaud).

### Géologie
Le massif des Posets est un massif majoritairement schisteux et calcaire, reposant sur un socle granitique.

### Climat
Le pic des Posets est soumis à un climat de haute montagne subocéanique et glaciaire.

## Histoire

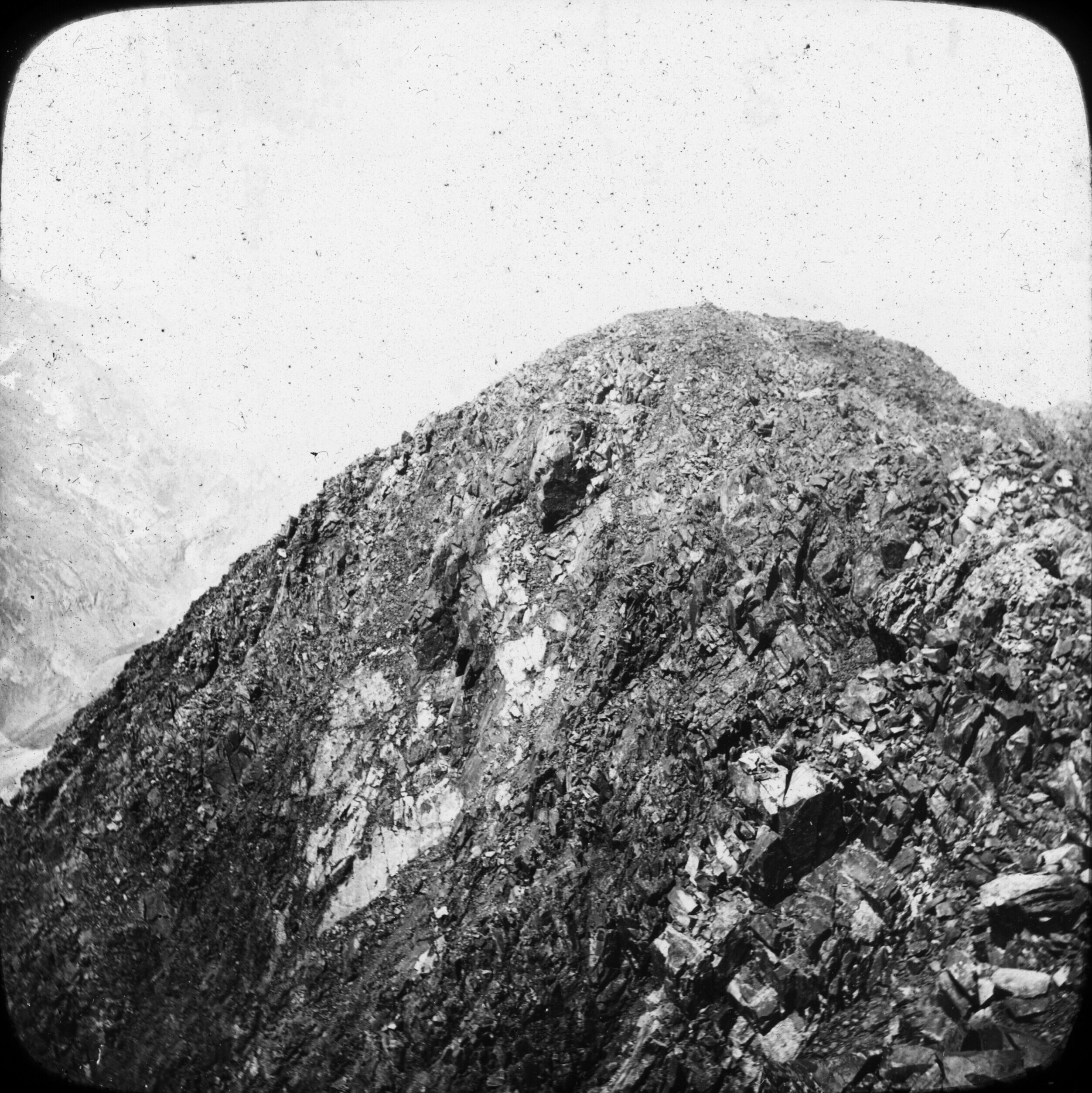
Ascension du pic en 1895.

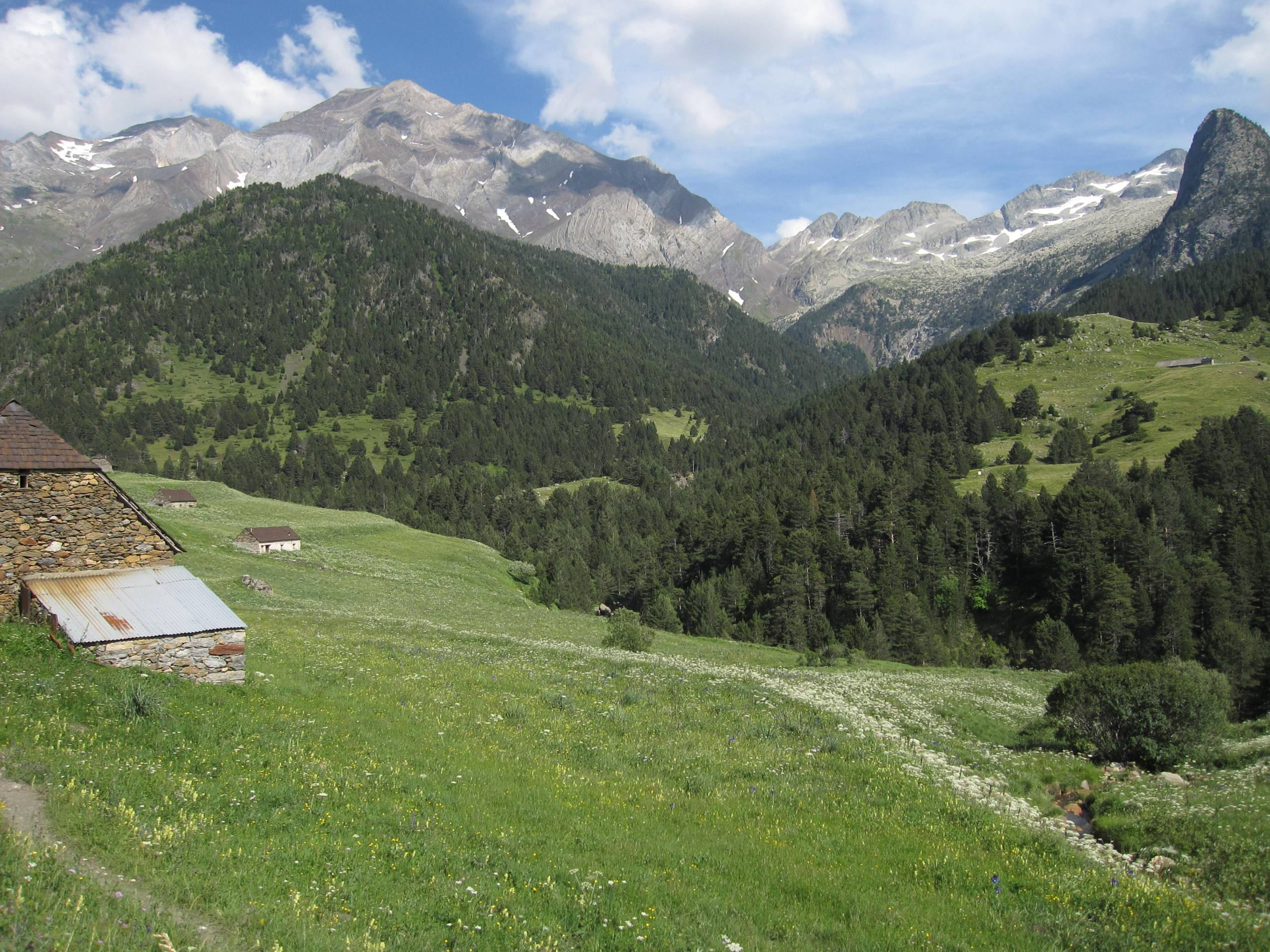
Posets.

Le pic des Posets fut officiellement « conquis » le 6 août 1856, bien après l'Aneto, pourtant plus élevé. Le premier pyrénéiste à atteindre son sommet fut le britannique Henry Halkett avec ses guides luchonnais Pierre Redonnet et Pierre Barrau. Il fallut attendre presque vingt-cinq ans de plus pour voir la première ascension hivernale, par Roger de Monts et Célestin Passet. Mais en conditions estivales on peut supposer que les bergers, et avant eux les chasseurs post-glaciaires, avaient depuis longtemps précédé les pyrénéistes sur ce sommet accessible sans cordes ni équipements particuliers, mais qui par son altitude et sa position permet de saisir la géographie d'une vaste région (ce qui pouvait être utile aux premiers découvreurs).

### Voies d'accès
L'ascension se fait en général par la rue Royale. Le départ peut se faire du pont d'Espiantosa (1 505 mètres), dans la vallée de Bénasque. La première étape est, en principe, le refuge Angel Orus, à 2 095 mètres d'altitude (1 h 45 de marche). Le sommet du pic des Posets est à environ 4 h 15 du refuge. Une randonnée sportive classique fait le tour des Posets en 4 à 6 jours selon les variantes, qui réserve des vues somptueuses sur le massif. Il est aussi possible de faire cette ascension à la journée via le glacier rocheux du Forau de la Neu et le versant est, mais ce passage est exposé aux chutes de pierres et il est fortement recommandé de ne pas l'emprunter pour la descente… L'arête nord-ouest offre aussi un passage et permet d'observer la déliquescence du glacier occidental. Cet itinéraire est la voie normale lorsqu'on vient de la vallée du rio Cinqueta et le refuge de Viados, mais le dénivelé est important en l'absence de refuge intermédiaire (1 600 mètres).